# ریحان علیا
ریحان علیا (خمین)، روستایی از توابع بخش مرکزی شهرستان خمین در استان مرکزی ایران است.زبان مردم این روستا لری است.

## جمعیت
این روستا در دهستان رستاق قرار دارد و براساس سرشماری مرکز آمار ایران در سال ۱۳۸۵، جمعیت آن ۴۵۷ نفر (۱۲۴خانوار) بوده‌است.